# Buffalora
Buffalòra (Bofalòra in lingua lombarda, pronunciato localmente [bofaˈloɾɑ]) è un quartiere di Brescia, spesso anche indicato come Bettole-Buffalora o Buffalora-Bettole.

## Geografia fisica
Il territorio del quartiere è sostanzialmente pianeggiante ed è solcato da numerose seriole, quasi tutte derivate dal Naviglio Grande Bresciano: la Comuna, la Caionvica, la Rudoncella e la Vescovada. A ovest, confina con il comune di Borgosatollo e con i quartieri di San Polo Case e di Sanpolino; a nord, con la ferrovia Milano-Venezia; a est e a sud coi comuni di Rezzato e di Castenedolo. Con quest'ultimo, il quartiere condivide la località di Bettole.

## Origine del nome
Secondo lo storico Guerrini, il toponimo deriverebbe dal dialettale "bifù" in riferimento al mormorio delle acque, in quanto terra ricca di corsi d'acqua oppure dal dialettale "bofà" (sbuffare) con la possibilità che si riferisca a un luogo ventoso. Secondo un'analisi dello storico Natale Bottazzi, Buffolora deriverebbe dal latino bufo rana, animale caratteristico della zona.
L'indicativo Bettole, invece, prenderebbe il nome dalla stazione di ristoro presente fin dal Duecento, lungo la strada mantovana.

## Storia

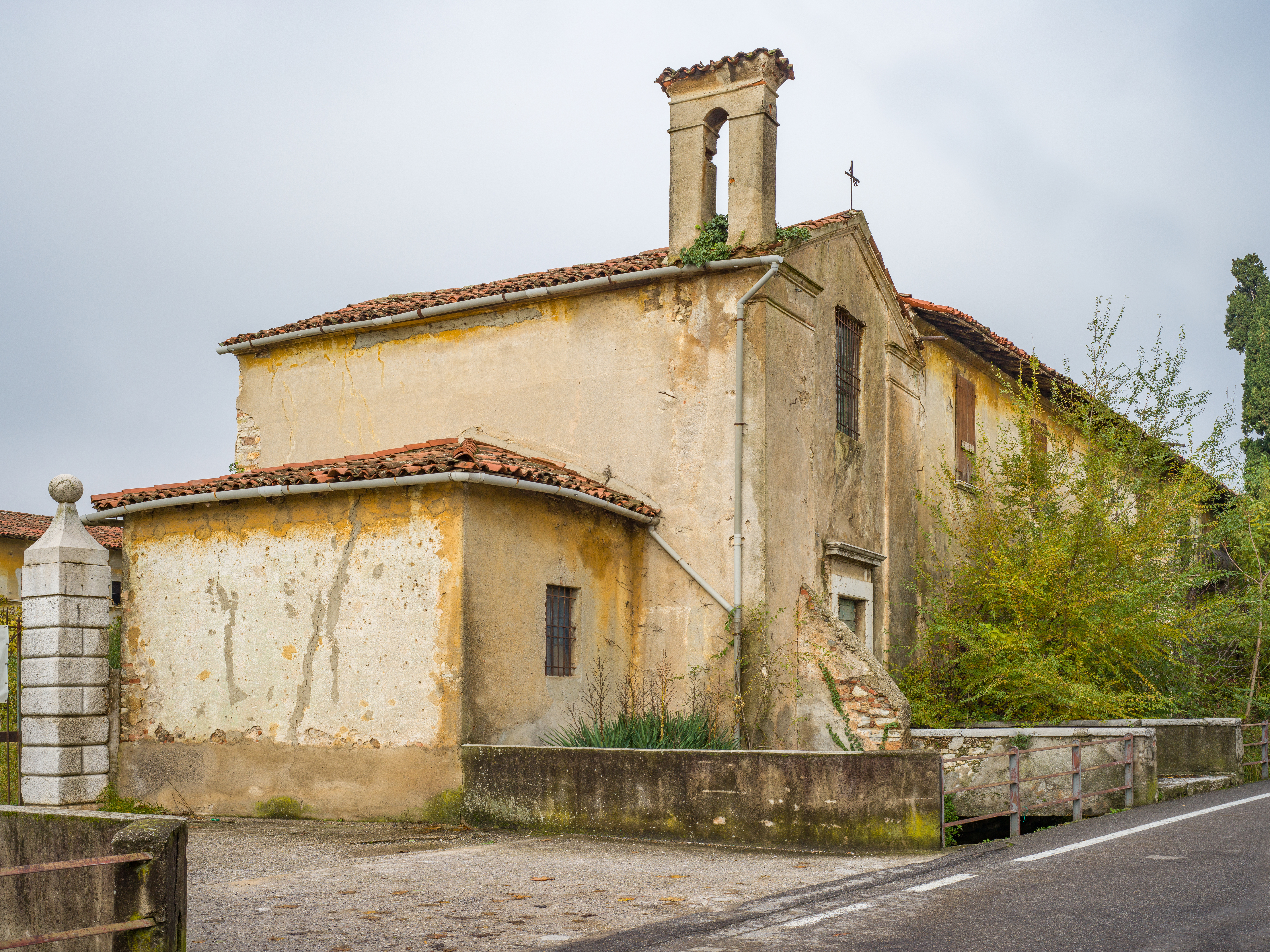
Antica cappella privata annessa ad una delle cascine delle sorelle Guaineri

In passato Buffalora fu una località profondamente rurale: i terreni passarono di proprietà dal demanio alla Diocesi e quindi a un monastero di benedettini che si trovava presso l'odierna cascina San Benedetto. Da un documento del 1237, la località viene indicata come "Terra prativa Buffalore", mentre un altro del 1603 la riporta come "contrada Buffaliore". In seguito, le terre furono parcellizzate a proprietari privati.
Nel Cinquecento, tra i proprietari terrieri della località ci furono i nobili Borra che eressero una cascina con annesso oratorio dedicato a Michele Arcangelo, visitato da San Carlo Borromeo. Altri nobili furono i Savallo, che costruirono un residenza fortificata fino al Settecento chiamata "Castello", e i Rodengo-Porcellaga.
In età napoleonica, veniva indicata come "Villa Buffalora" e fu suddivisa fra i comuni di Sant'Eufemia e Caionvico: al primo fu assegnata la parte nordoccidentale rispetto all'attuale via Buffalora, mentre al secondo, la parte sudorientale. Questo assetto amministrativo fu mantenuto sia sotto il Regno Lombardo-Veneto sia sotto il Regno d'Italia. Verso la fine dell'Ottocento, le proprietà terriere risultano suddivise fra venticinque cascine.
La borgata vide crescere il numero di abitanti, pur mantenendo la propria ruralità: nel 1916, la chiesa locale di san Benedetto ottenne dalla Diocesi l'autonomia parrocchiale.
Nel 1928, il comune di Cajonvico fu soppresso e prima fu aggregato a Botticino, poi a Brescia, assieme a Sant'Eufemia. Buffalora fu quindi riunita sotto un'unica amministrazione civica e conobbe lo sviluppo residenziale che la contraddistinse nella seconda metà del Novecento, sotto la direzione del parroco don Andrea Recaldini, che acquistò alcuni terreni per edificare una nuova parrocchiale e l'oratorio. Negli anni Sessanta fu edificato un villaggio della cooperativa "La Famiglia" di padre Ottorino Marcolini.
L'istituzione del consiglio di quartiere di Bettole-Buffalora risale al luglio 1972, quando il consiglio comunale di Brescia votò per la costituzione di organismi di rappresentanza di prossimità. Le prime elezioni si tennero il 24 marzo 1974. Tre anni dopo, la Giunta Trebeschi recepì la legge 278/1976 e istituì le nuove circoscrizioni. Il quartiere fu assegnato alla Settima circoscrizione, assieme a San Polo e Porta Cremona-Volta.
Nel 2007, la giunta Corsini ridusse il numero delle circoscrizioni portandole da nove a cinque: San Rocchino-Costalunga fu assegnata alla nuova Circoscrizione Nord.
Nel 2014, a seguito dell'abolizione delle circoscrizioni per i nuovi limiti imposti dalla legge 191/2009, la Giunta Del Bono decise di ricostituire gli organi consultivi di rappresentanza dei quartieri. Le prime elezioni del consiglio di quartiere si tennero in tutta la città il 14 ottobre.

## Monumenti e luoghi d'interesse

### Architetture religiose

#### Vecchia chiesa di Santa Maria

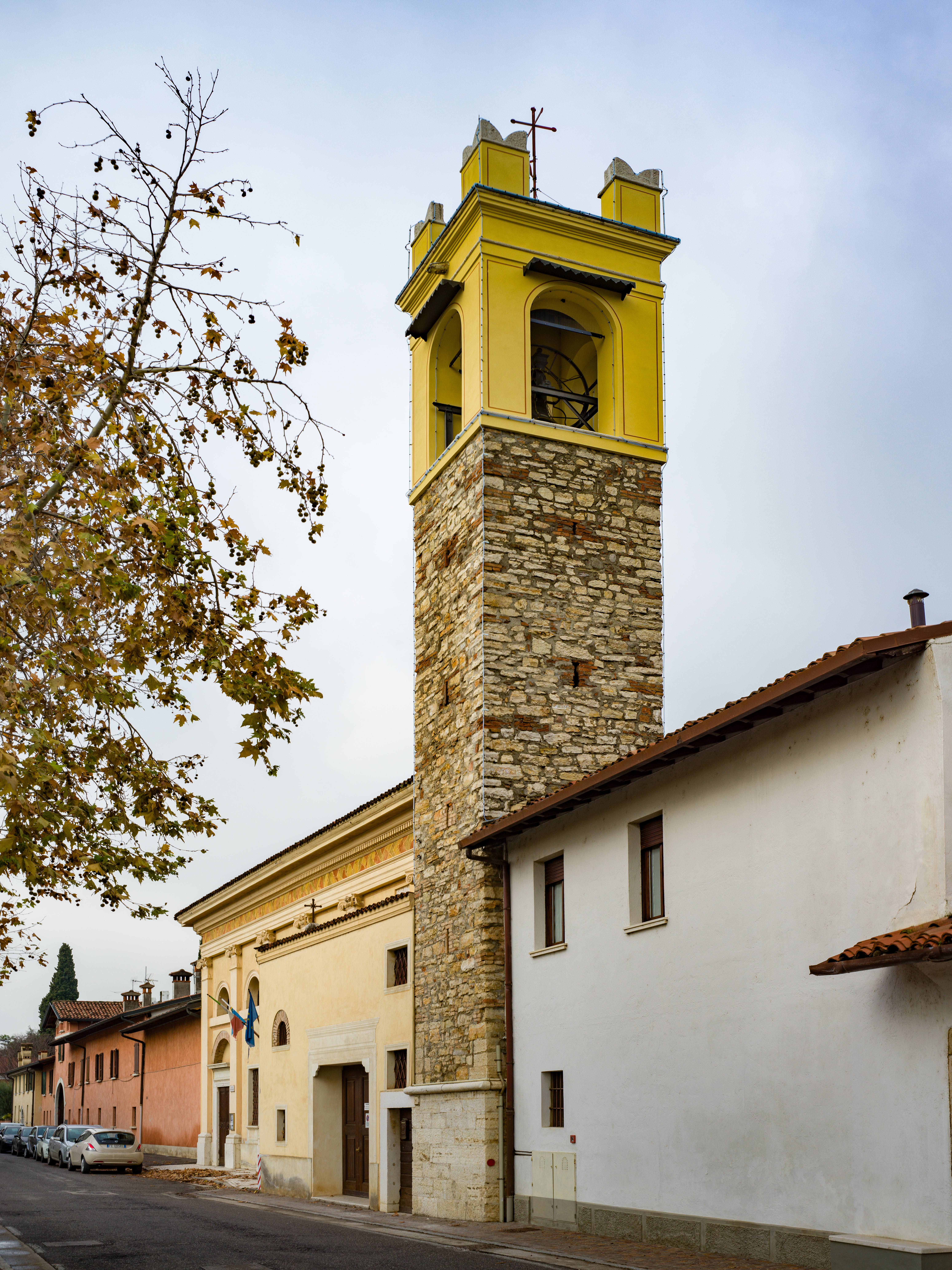
La vecchia parrocchiale

L'antica chiesa parrocchiale dedicata a Santa Maria risalente al XVI secolo, era annessa al monastero di frati benedettini. Fu consacrata il 5 giugno del 1573. Questa chiesa ebbe una sua fabbriceria e quasi sempre un cappellano con beni e legati propri. Facevano corona ad essa oratori privati quali: quelli del Redentori in località Santi, di S. Rosa in località Fenarola, dei Santi Martino e Francesco dei signori Facchi-Guaineri, di San Gaetano in località Fusera, del Crocifisso zona cimitero e San Michele dei signori Borra (alcuni di questi oratori nel corso dei secoli hanno cambiato titolo).
Nel 1845, alla chiesa di Santa Maria fu affiancata, per iniziativa della Fabbriceria e per legato di Lorenzo e Caterina Seccamani, anche di una scuola par i ragazzi poveri della zona, dotata nel 1846 di un edificio apposito, e si presume che da quell'anno abbia avuto inizio il servizio scolastico a Buffalora, anche se limitato ai maschi. Infatti questo trova conferma il 2 dicembre 1853 nella relazione scritta del vice parroco di Caionvico don Bortolo Gagliardi in occasione della visita pastorale del vescovo di Brescia Mons. Girolamo Verzeri, effettuata sia a Caionvico che a Buffalora.
Dopo anni di abbandono e adibita anche per un po' di anni come ditta di manutenzione pese industriali, è stata restaurata alla fine del XX secolo e trasformata in una sala conferenze, denominata "Sala Don Andrea Recaldini", nella quale vengono anche ospitate mostre o concerti di vario genere.

#### Nuova chiesa di Santa Maria
Negli anni cinquanta del XX secolo, su impulso del parroco don Andrea Recaldini, fu costruita la nuova chiesa parrocchiale, al posto della precedente del XIV secolo. La nuova chiesa fu consacrata l'8 settembre 1957.

### Architetture civili
- monumento a Ottorino Marcolini, opera di Luigi Bertoli[12].

### Aree naturali
- parco Alpini di terra bresciana, che ha consentito di recuperare l'area del vecchio casello "Brescia Est" dell'autostrada Torino-Trieste[15]
- laghi delle Bose e Fuserino del Parco delle Cave[16]

## Società

### Religione
Buffalora appartiene alla parrocchia della Natività di Maria della Diocesi cattolica di Brescia. L'istituto ecclesiale nacque come rettoria nel 1900 dallo smembramento di parte del territorio delle parrocchie di Caionvico, di Sant'Eufemia, di Rezzato e di Castenedolo, a cui in precedenza erano sottoposte la località e le cascine dei dintorni. Nel 1916, l'istituto fu elevato a parrocchia.

## Cultura
Il romanzo di Tiziano Sclavi (creatore del noto personaggio a fumetti Dylan Dog) Dellamorte Dellamore, da cui poi è stato tratto l'omonimo film di Michele Soavi (1994, con Rupert Everett, Anna Falchi e François Hadji-Lazaro), è ambientato in una località di fantasia, un comune del nord Italia chiamato Buffalora, che non ha nulla a che fare con la Buffalora realmente esistente. Ispirato sempre allo stesso romanzo, ed ambientato sempre in Buffalora, esiste poi anche un albo speciale di Dylan Dog, il numero 3, intitolato Orrore nero ed edito nel 1989. A Buffalora è ambientato anche un altro romanzo di Tiziano Sclavi, Apocalisse, e l'autore, che all'epoca non conosceva la cittadina realmente esistente, credeva che il nome fosse di sua invenzione. Nel romanzo Dellamorte Dellamore è anche esplicitato che il nome significa "L'ora buffa", a indicare una festa in cui i cittadini dell'immaginario paesino andassero in giro mascherati.

## Infrastrutture e trasporti
La località è servita dallo svincolo di Via Serenissima della tangenziale sud di Brescia. La zona Bettole è inoltre attraversata dalla ex strada statale 236 Goitese.
A nord della borgata di Buffalora è presente la stazione di Sant'Eufemia-Buffalora della metropolitana di Brescia che è anche servita dall'autolinea 3 (Rezzato-Mandolossa) e da alcune autolinee extraurbane dell'APAM. Sia Bettole sia Buffalora sono serviti dall'autolinea 9 (Villaggio Violino-Buffalora).
Nel 1882 a Bettole fu aperta una stazione sulla tranvia a vapore Brescia-Mantova che fu abbandonata nel 1935. La tratta fino a Castenedolo fu elettrificata nel 1932 e poi prolungata fino a Carpenedolo, rimandendo in funzione anche a servizio della località fino al 13 agosto 1952.